# 奇克镇
奇克镇，原名边疆镇，是中华人民共和国黑龙江省黑河市逊克县下辖的一个乡镇级行政单位。2009年更名为奇克镇。

## 行政区划
奇克镇下辖以下地区：
建国社区、共建社区、金融社区、山湖路社区、育才社区、边疆村、黎明村、光明村、繁荣村、团结村、工农村、前进村、靠山村、新丰村、百合村、常胜村、高滩村、沂洲村、四新村、东套子村和山河村。